# 神戸市立西落合小学校
神戸市立西落合小学校（こうべしりつにしおちあいしょうがっこう）は、兵庫県神戸市須磨区西落合7丁目1-3にある公立小学校。

## 沿革
- 1981年 - 神戸市立神の谷小学校を校区分離。

## 教育目標
- 豊かな心と確かな力を持ち たくましく生きる子に

## 通学区域
- 神戸市須磨区[1]
  - 北落合3丁目[2]、中落合3丁目、西落合1～7丁目

## 校区内の主な施設
- 神戸市立西落合中学校（進学先中学校）
- 落合中央公園
- 名谷公園

## 交通アクセス
- 神戸市営地下鉄西神・山手線 名谷駅より
- 神戸市バス 76系統「名谷公園前」より

## 通学区域が隣接している学校
- 神戸市立神の谷小学校
- 神戸市立松尾小学校
- 神戸市立花谷小学校
- 神戸市立竜が台小学校
- 神戸市立菅の台小学校